# مادام اکس (فیلم ۱۹۶۶)
مادام اکس (انگلیسی: Madame X) فیلمی در ژانر درام به کارگردانی دیوید لوول ریچ است که در سال ۱۹۶۶ منتشر شد. لانا ترنر و جان فورسایث در این فیلم به ایفای نقش پرداخته‌اند.

## بازیگران
- لانا ترنر
- جان فورسایث
- ریکاردو مونتالبان
- کنستانس بنت
- بورگس مریدیت
- کیر دولی
- ویرجینیا گری
- بینگ راسل
- کارل بنتون رید
- فرانک مارت
- نیل همیلتون
- وارن استیونز